# Пекорино
Терминът „пекорѝно“ (на италиански: pecorino) обозначава сирене, произведено с овче мляко, което се различава от кравето мляко преди всичко по процента мазнини и казеин: повече от два пъти, което за целите на производството на сирене създава особено богато мляко. Исторически от средиземноморски произход, то е широко разпространено и на други места.

## Описание
В Италия пекориното се радва на качествено производство, което го кара да заеме стратегическа позиция в млечния сектор. Това води до ефективен производствен сектор, на който трябва да бъде придадено значение, със сходни техники за обработка, но с различни нюанси, които пораждат различни и следователно неконкуриращи се помежду им сирена.
Европейската общност признава осем защитени наименования за произход (на итал. DOP), регистрирани под името pecorino: Пекорино Романо, Пекорино Тоскано, Пекорино Сардо, Пекорино ди Филиано, Пекорино Кротонезе, Пекорино ди Пичиниско, Пекорино Сичилиано и Пекорино деле Балце Волтеране. Няколко други италиански сирена пекорино също са включени в списъка на Традиционните хранително-вкусови продукти (на итал. PAT), изготвен от италианското Министерство на земеделските и горските политики (Mipaaf).

## Производствени зони в Италия
В Италия сирената пекорино се произвеждат в различни региони, особено в централните и южните, и на островите. Трите най-разпространени и добре известни наименования на DOP, произведени в няколко региона, са: Пекорино Романо, произведено в Сардиния (97%), Тоскана (2%) и Лацио (1%), Пекорино Тоскано, произведено в Тоскана и в Лаци, и Пекорино Сардо, произведено в Сардиния. Другите сирена пекорино се произвеждат на регионално и често провинциално ниво, приемайки силно географски  характер.

### Тоскана
- Пекорино ди Пиенца (PAT)
- Пекорино, узряло в орехови листа (PAT)
- Пекорино Тоскано (DOP)
- Пекорино Романо (DOP)
- Пекорино деле Валце Волтеране (DOP)

### Абруцо
- Пекорино д'Абруцо (PAT)
- Пекорино ди Фариндола (PAT)
- Пекорино ди Атри (PAT)

### Емилия-Романя
- Пекорино ди фоса ди Соляно (DOP)
- Сладко пекорино дей коли болонези

### Умбрия
- Пекорино ди фоса (PAT)
- Пекорино Тоскано (DOP)

### Марке
- Пекорино маркиджано
- Пекорино ди Норча
- Пекорино ди фоса (PAT)

### Лацио
- Пекорино ди Аматриче (De.Co)
- Пекорино Романо (DOP)
- Пекорино Тоскано (DOP)
- Пекорино ди Пичиниско (DOP)

### Кампания
- Пекорино баньолезе (PAT)
- Пекорино ди Кармашано (PAT)

### Пулия
- Пекорино фоджано (PAT)
- Пекорино дауно
- Канестрато пулеизе (DOC)

### Базиликата
- Канестрато ди Молитерно (IGP)
- Пекорино ди Филиано (DOP)

### Сардиния
- Пекорино Сардо (DOP)
- Пекорино Романо (DOP)
- Казу марцу (PAT)
- Фиоре Сардо (DOP)

### Калабрия
- Пекорино дел Монте Поро (DOP)
- Пекорино Кротонезе (DOP)

### Сицилия
- Пекорино Сичилиано (DOP)
- Пиачентино Енезе (DOP)
- Вастеда дел Беличе (DOP)
- Беличино (PAT)
- Качота дели Елими (PAT)
- Канестрато (PAT)
- Сирене „Санто Стефано ди Куискуина“ (PAT)
- Майоркино (PAT)
- Пекорино росо (PAT)
- Пидиато (PAT)
- Примосале (PAT)
- Секондо сале (PAT)
- Тума (PAT)

## Зреене и вариации
Може да се класифицира според подправките:
- Прясно
- Примосале
- Секондо сале или полуузряло
- Узряло

Мандрите произвеждат различни вариации чрез добавяне на черен пипер, люти чушки, сушени домати, маслини или трюфели.